# Municipio Guerrero (Chihuahua)
Koordinaten: 28° 27′ N, 107° 34′ W
Guerrero ist ein Municipio mit knapp 40.000 Einwohnern im mexikanischen Bundesstaat Chihuahua. Das Municipio hat eine Fläche von 5738 km². Verwaltungssitz des Municipios ist Vicente Guerrero, größter Ort hingegen ist La Junta.
Das Municipio ist nach dem Volkshelden Vicente Guerrero benannt.
Im Municipio liegen die zwei Naturschutzgebiete von Papigochic und Tutuaca.

## Geographie
Das Municipio Guerrero liegt westlich des Zentrums des Bundesstaats Chihuahua auf einer Höhe zwischen 1700 m und 3100 m. Es zählt zu 99,8 % zur physiographischen Provinz der Sierra Madre Occidental. 96 % des Municipios liegen in der hydrologischen Region Sonora Sur und entwässern überwiegend über den Río Yaqui in den Golf von Kalifornien, 3,5 % liegen im endorheischen Becken Cuencas Cerradas del Norte (Casas Grandes), 0,5 % in der hydrologischen Region Bravo-Conchos und entwässern in den Golf von Mexiko. Die Geologie des Municipios wird zu 57 % von rhyolithischem Tuff bestimmt bei 22 % Konglomeratgestein, 9 % Sandstein-Konglomerat und 5 % Basalt; vorherrschende Bodentypen im Municipio sind der Leptosol (30 %), Regosol (23 %) und Luvisol (15 %), Phaeozem (13 %), Durisol (8 %) und Umbrisol (7 %). Etwa 71 % des Municipios sind bewaldet, 24 % dienen als Ackerland, 4 % werden als Weideland genutzt.
Das Municipio grenzt an die Municipios Matachí, Namiquipa, Bachíniva, Cuauhtémoc, Cusihuiriiachi, Carichí, Bocoyna, Ocampo und Temósachi.

## Bevölkerung
Beim Zensus 2010 wurden im Municipio 39.626 Menschen in 11.669 Wohneinheiten gezählt. Davon wurden 1.029 Personen als Sprecher einer indigenen Sprache registriert, darunter 886 Sprecher der Tarahumara-Sprache. 5,9 Prozent der Bevölkerung waren Analphabeten. 15.053 Einwohner wurden als Erwerbspersonen registriert, wovon ca. 76 % Männer bzw. 6 % arbeitslos waren. 7,8 Prozent der Bevölkerung lebten in extremer Armut.

## Orte
Das Municipio Guerrero umfasst 477 bewohnte localidades, von denen der Hauptort, La Junta und Tomochi vom INEGI als urban klassifiziert sind. 14 Orte wiesen beim Zensus 2010 eine Einwohnerzahl von über 500 auf, weitere 36 Orte hatten zumindest 100 Einwohner. Die größten Orte sind:
| Ort                                | Einwohner |
| La Junta                           | 8930      |
| Vicente Guerrero                   | 7751      |
| Tomochi                            | 2818      |
| Basúchil                           | 1451      |
| Orozco (San Isidro Pascual Orozco) | 1263      |
| Pachera                            | 0801      |